# Биркамп, Вальтер
Ва́льтер Ка́рл Йоха́ннес Би́ркамп (нем. Walther Karl Johannes Bierkamp; 17 декабря 1901, Гамбург — 15 мая 1945, Шарбойц, Германия) — бригадефюрер СС, генерал-майор полиции, инспектор полиции безопасности и СД в Дюссельдорфе, командир айнзацгруппы D на оккупированных территориях СССР, командир полиции безопасности и СД в Бельгии и Северной Франции, в польском Генерал-губернаторстве, на «Юго-Западе» в Штутгарте и «Юго-Востоке» в Бреслау, высший руководитель СС и полиции «Юго-Восток».

## Биография
Вальтер Биркамп родился 17 декабря 1901 года в семье директора бухгалтерии Эмиля Биркампа и его жены Иоганны в Гамбурге. После обучения в народной школе и высшей реальной школе в Эппендорфе он получил аттестат зрелости в гамбургской гимназии. Изучал право в университете Гёттингена и Гамбурга. С 1919 по 1920 год был членом добровольческого корпуса Баренфельда в Гамбурге, в составе которого участвовал в Капповском путче. В 1924 году сдал первый, а в 1928 году – второй государственный экзамен. В начале 1931 года поступил на работу в окружной суд Гамбурга. 21 сентября 1931 года женился на дочери торговца Эмилии Штеффен. 1 декабря 1932 года вступил в НСДАП (билет № 1408499). С 16 сентября 1933 по 1937 год был прокурором земельного суда в Гамбурге. 
В начале февраля 1937 года стал начальником уголовной полиции в Гамбурге. 1 апреля 1939 года был зачислен в ряды СС (№ 310172). С октября 1940 года и последующие три месяца служил в Главном управлении имперской безопасности. С 15 февраля до июня 1941 года был назначен инспектором полиции безопасности и СД в Дюссельдорфе. С сентября 1941 по апрель 1942 года был руководителем полиции безопасности и СД в Бельгии и Северной Франции со штаб-квартирой в Париже. 
30 июня 1942 года сменил штандартенфюрера СС Отто Олендорфа на посту командира айнзацгруппы D, действующей на юге Украины и Крыму в тыловом районе 11-й армии. Летом 1942 года вермахт начал летнее наступление и вторгся на Кавказ, проведя операцию «Эдельвейс». В августе 1942 года айнзацгруппа провела широкомасштабные массовые убийства евреев. В Ейске и Краснодаре были уничтожены в газвагенах воспитанники детских домов. 21 и 22 августа 500 евреев из Краснодара были расстреляны в лесу на окраине города. Подобная акции произошла 1 сентября 1942 года в Минеральных Водах. 12-я айнзацкоманда 9 и 10 сентября 1942 года провела расстрелы в Ессентуках и Кисловодске. Тем же подразделением были уничтожены в газенвагенах евреи из Пятигорска. Всего было убито около 6000 евреев. Оставшиеся в живых евреи-ремесленники, которые были использованы на принудительных работах, были уничтожены в Кисловодске в начале январе 1943 года. Общее число уничтоженных айнзацгруппой в этот период достигло около 10 000 человек. В мае 1943 года айнзацгруппа D была распущена, а Биркамп до 15 июня 1943 года возглавлял так называемую боевую группу Биркампа.
С июня 1943 по февраль 1945 года был начальником полиции безопасности и СД в Генерал-губернаторстве. В директиве от 20 июля 1944 года в связи с приближением Красной армии он приказал эвакуировать всех заключённых и евреев, задействованных в оборонной промышленности. В связи со «стремительным развитием событий», из-за которых транспортировка не состоялась, было принято решение ликвидировать евреев. 
Впоследствии был переведён в Штуттгарт, где занял пост руководителя полиции безопасности и СД. 20 февраля 1945 года был назначен заместителем, а 17 марта — руководителем СС и полиции «Юго-восток» со штаб-квартирой в Бреслау. Потом до середины апреля 1945 года был начальником полиции безопасности и СД при Высшем руководителе СС и полиции «Юго-запад». С 14 апреля и до конца войны был начальником полиции безопасности и СД в Гамбурге. 
15 мая 1945 года покончил жизнь самоубийством.

## Награды
- Крест «За военные заслуги» I класса с мечами
- Крест «За военные заслуги» II класса с мечами
- Кольцо «Мёртвая голова»